# Liniar B
Liniarul B este o scriere silabică (silabar) care a fost folosită pentru a se scrie în greaca miceniană, cea mai de timpuriu atestată formă a limbii grecești. Scrierea precede alfabetul grec cu câteva secole. Cea mai veche scriere miceniană datează din jurul anului 1450 î.Hr. Liniarul B este descendent din vechiul Liniar A, o scriere anterioară nedescifrată încă, folosită în scrierea limbii minoice, la fel ca și ulteriorul silabar cipriot, care a fost folosit și pentru a se scrie în greacă. Linearul B, găsit, în principal, în arhivele palatului de la Cnossos, Cydonia,  Pylos, Teba și Micene,  a dispărut odată cu căderea civilizației miceniene, în timpul colapsului epocii de bronz târzie. Perioada următoare, cunoscută sub numele de Era "Întunecată" a Greciei, nu oferă nici o dovadă a utilizării scrisului. Este, de asemenea, singura dintre scrierile egeene din epoca bronzului care au fost descifrate de arhitectul și lingvistul autodidact englez Michael Ventris.
Liniarul B constă din aproximativ 87 de semne syllabice și peste 100 de semne ideografice (ideograme). Aceste ideograme simbolizează obiecte sau mărfuri. Ele nu au valoare fonetică și nu sunt niciodată folosite ca semne verbale în scrierea unei propoziții. 
Aplicarea Liniarului B pare să fi fost limitată la contexte administrative. În toate miile de tablete de lut, a fost detectat un număr relativ mic de "mâini" diferite: 45 în Pylos (coasta de vest a Peloponezului, în sudul Greciei ) și 66 în Cnossos ( Creta ). Este posibil ca scrierea să fie folosită numai de o breslă de scribi profesioniști care serveau palatele centrale. După ce au fost distruse palatele, această scriere a dispărut. 

## Scrierea
Liniarul B are aproximativ 200 de semne, împărțite în semnele syllabice cu valori fonetice și ideograme cu valori semantice. Reprezentările și denumirea acestor semne au fost standardizate printr-o serie de colocvii internaționale începând cu cel ținut la Paris în 1956. După cea de-a treia întâlnire, în 1961, la Centrul de Conferințe Wingspread din Racine, Wisconsin, un standard propus mai întâi de Emmett L. Bennett, Jr. (1918-2011), a devenit cunoscut sub numele de Convenția Wingspread, adoptată de o nouă organizație, Comité International Permanent des Études Mycéniennes (CIPEM), afiliată în 1970 de către al cincilea colocviu cu UNESCO. Colocviile continuă: cel de-al 13-lea a avut loc în 2010 la Paris. 
Multe dintre semne sunt identice sau similare cu cele din Liniarul A; cu toate acestea, Liniarul A codifică o limbă încă necunoscută și nu este sigur că semnele similare au aceleași valori fonetice.

### Semnele silabice (silabarul)
Grila stabilită în timpul descifrării de către Michael Ventris și John Chadwick a valorilor fonetice pentru semnele syllabice este prezentată mai jos.(Rețineți că "q" reprezintă stopuri velare labializate [ɡʷ, kʷ, kʷʰ], nu un stop uvular ca în Alfabetul Fonetic Internațional (IPA)) 
Consoanele inițiale sunt în coloana din stânga; vocalele sunt în rândul de sus de sub titlu. Transcrierea silabei (poate că nu a fost pronunțată în acest fel) este menționată lângă semn, împreună cu numărul de identificare al lui Bennett pentru semnul precedat de un asterisc (așa cum a fost convenția lui Ventris și Chadwick).  În cazurile în care transcrierea semnului rămâne îndoielnică, numărul lui Bennett servește la identificarea semnului.Semnele de pe tăblițe și sigilii prezintă deseori variații considerabile între ele și față de reprezentările de mai jos. Descoperirea motivelor variației și a posibilelor diferențe semantice este un subiect de dezbatere continuă în studiile miceniene. 
| Semne descifrate de forma V, CV | Semne descifrate de forma V, CV | Semne descifrate de forma V, CV | Semne descifrate de forma V, CV | Semne descifrate de forma V, CV | Semne descifrate de forma V, CV | Semne descifrate de forma V, CV | Semne descifrate de forma V, CV | Semne descifrate de forma V, CV | Semne descifrate de forma V, CV | Semne descifrate de forma V, CV |
|                                 | -a                              | -a                              | -e                              | -e                              | -i                              | -i                              | -o                              | -o                              | -u                              | -u                              |
| ------------------------------- | ------------------------------- | ------------------------------- | ------------------------------- | ------------------------------- | ------------------------------- | ------------------------------- | ------------------------------- | ------------------------------- | ------------------------------- | ------------------------------- |
|                                 | 𐀀                               | a *08                           | 𐀁                               | e *38                           | 𐀂                               | i *28                           | 𐀃                               | o *61                           | 𐀄                               | u *10                           |
| d-                              | 𐀅                               | da *01                          | 𐀆                               | de *45                          | 𐀇                               | di *07                          | 𐀈                               | do *14                          | 𐀉                               | du *51                          |
| j-                              | 𐀊                               | ja *57                          | 𐀋                               | je *46                          |                                 |                                 | 𐀍                               | jo *36                          |                                 |                                 |
| k-                              | 𐀏                               | ka *77                          | 𐀐                               | ke *44                          | 𐀑                               | ki *67                          | 𐀒                               | ko *70                          | 𐀓                               | ku *81                          |
| m-                              | 𐀔                               | ma *80                          | 𐀕                               | me *13                          | 𐀖                               | mi *73                          | 𐀗                               | mo *15                          | 𐀘                               | mu *23                          |
| n-                              | 𐀙                               | na *06                          | 𐀚                               | ne *24                          | 𐀛                               | ni *30                          | 𐀜                               | no *52                          | 𐀝                               | nu *55                          |
| p-                              | 𐀞                               | pa *03                          | 𐀟                               | pe *72                          | 𐀠                               | pi *39                          | 𐀡                               | po *11                          | 𐀢                               | pu *50                          |
| q-                              | 𐀣                               | qa *16                          | 𐀤                               | qe *78                          | 𐀥                               | qi *21                          | 𐀦                               | qo *32                          |                                 |                                 |
| r-                              | 𐀨                               | ra *60                          | 𐀩                               | re *27                          | 𐀪                               | ri *53                          | 𐀫                               | ro *02                          | 𐀬                               | ru *26                          |
| s-                              | 𐀭                               | sa *31                          | 𐀮                               | se *09                          | 𐀯                               | si *41                          | 𐀰                               | so *12                          | 𐀱                               | su *58                          |
| t-                              | 𐀲                               | ta *59                          | 𐀳                               | te *04                          | 𐀴                               | ti *37                          | 𐀵                               | to *05                          | 𐀶                               | tu *69                          |
| w-                              | 𐀷                               | wa *54                          | 𐀸                               | we *75                          | 𐀹                               | wi *40                          | 𐀺                               | wo *42                          |                                 |                                 |
| z-                              | 𐀼                               | za *17                          | 𐀽                               | ze *74                          |                                 |                                 | 𐀿                               | zo *20                          |                                 |                                 |

### Semne speciale și necunoscute
| Caracter            | 𐁀        | 𐁁         | 𐁂    | 𐁃    | 𐁄    | 𐁅    | 𐁇    | 𐁆          | 𐁈          | 𐁉          | 𐁊          | 𐁋          | 𐁌    | 𐁍    |
| Transcriere         | a 2 (ha) | un 3 (ai) | au   | DWE  | dwo  | NWA  | pte  | pu 2 (phu) | ra 2 (rya) | ra 3 (rai) | ro 2 (ryo) | ta 2 (tya) | TWE  | Două |
| Numărul lui Bennett | * 25     | * 43      | * 85 | * 71 | * 90 | * 48 | * 62 | * 29       | * 76       | * 33       | * 68       | * 66       | * 87 | * 91 |

| Caracter            | 𐁐    | 𐁑    | 𐁒    | 𐁓    |      | 𐁔    | 𐁕    | 𐁖      | 𐁗    | 𐁘    | 𐀎    | 𐁙    | 𐁚    | 𐁛    | 𐁜    | 𐁝    |
| Transcriere         | * 18 | * 19 | * 22 | * 34 | * 35 | * 47 | * 49 | pa 3 ? | * 63 | SWI? | ju?  | zu?  | SWA? | * 83 | * 86 | * 89 |
| Numărul lui Bennett | * 18 | * 19 | * 22 | * 34 | * 35 | * 47 | * 49 | * 56   | * 63 | * 64 | * 65 | * 79 | * 82 | * 83 | * 86 | * 89 |

### Ideograme
Liniarul B utilizează și un număr mare de ideograme . Ele exprimă: 
- Tipul de obiect în cauză (de exemplu o vacă, o lână, o suliță)
- O unitate de măsură.

| Glif                      | Codul   | Bennett       | CIPEM                 | Română                     |
| ------------------------- | ------- | ------------- | --------------------- | -------------------------- |
| Oameni și animale         |         |               |                       |                            |
|                           | U+10080 | 100 A-        | VIR vir               | OM                         |
|                           | U+10081 | 102 A-        | MUL mulier            | FEMEIE                     |
|                           | U+10082 | 104 Cn        | CERV cervus           | CERB                       |
|                           | U+10083 | 105 Ca S-     | EQU equus             | CAL                        |
|                           | U+10084 | 105 Ca        | EQUf                  | iapă                       |
|                           | U+10085 | 105 Ca        | EQUm                  | armăsar                    |
| 𐀥                         | U+10025 | 106 QI *21    | OVIS ovis             | OAIE                       |
| 𐀥                         |         | WE *75        | we-ka-ta Bous ergatēs | Bou (1973)                 |
|                           | U+10086 | 106b C- D-    | OVISf                 | MIOARĂ                     |
|                           | U+10087 | 106a C- D-    | OVISm                 | BERBEC                     |
| 𐁒                         | U+10052 | 107 RA *22    | CAP capra             | CAPRĂ                      |
| 𐂈                         | U+10088 | 107b C- Mc    | CAPf                  | CAPRĂ (femelă)             |
| 𐂉                         | U+10089 | 107a C-       | CAPm                  | ȚAP                        |
| 𐁂                         | U+10042 | 108 AU *85 C- | SUS sūs               | PORC                       |
| 𐂊                         | U+1008A | 108b C-       | SUSf                  | SCROAFĂ                    |
| 𐂋                         | U+1008B | 108a C-       | SUSm                  | BOAR                       |
| 𐀘                         | U+10018 | 109 MU *23 C- | BOS bōs               | BOU                        |
| 𐂌                         | U+1008C | 109b C-       | BOSf                  | VACĂ                       |
| 𐂍                         | U+1008D | 109a C-       | BOSm                  | BOU/TAUR                   |
| Units of Measurement      |         |               |                       |                            |
|                           |         | 110           | Z kotylai             | Volum Cană                 |
|                           |         | 111           | V khoinikes           | Volum                      |
|                           |         | 112           | T                     | Uscat                      |
|                           |         | 113           | S                     | Lichid                     |
|                           |         | 114           |                       | Greutate                   |
|                           |         | *21           |                       | Greutate                   |
|                           |         | *2            |                       | Greutate                   |
|                           |         | 115           | P                     | Greutate                   |
|                           |         | 116           | N                     | Greutate                   |
|                           |         | 117           | M dimnaion            | Greutate                   |
|                           |         | 118           | L talanton            | TALENT                     |
|                           |         | *72 G-        |                       | Mănunchi?                  |
|                           |         | *74 S-        |                       | Pereche                    |
|                           |         | *15 S-        |                       | Single                     |
|                           |         | *61           |                       | Deficit                    |
| By Dry Measure            |         |               |                       |                            |
| 𐂎                         | U+1008E | 120 E- F-     | GRA grānum            | GRÂU                       |
| 𐂏                         | U+1008F | 121 F-        | HORD hordeum          | ORZ                        |
| 𐂐                         | U+10090 | 122 F- U-     | OLIV olīva            | OLIVES                     |
| 𐀛                         | U+1001B | NI *30 F      | FICUS                 | SMOCHINE                   |
| 𐀎                         | U+1000E | *65           | FARINA                | FĂINA "some kind of grain" |
| 𐂑                         | U+10091 | 123 G- Un     | AROM arōma            | CONDIMENT                  |
|                           |         | KO *70 G-     |                       | Coriandru                  |
| 𐀭                         | U+1002D | SA *31 G-     |                       | Sesame                     |
|                           |         | KU *81 G-     |                       | Chimion                    |
|                           |         | SE *9 G-      |                       | Țelină                     |
|                           |         | MA *80 G-     |                       | Fenicul                    |
|                           |         | 124 G-        | PYC                   | chiparos                   |
| 𐂒                         | U+10092 | 125 F-        | CYP                   | chiparos?                  |
|                           |         | 126 F-        | CYP+KU                | chiparos+ku                |
| 𐂓                         | U+10093 | 127 Un        | KAPO                  | fruct?                     |
| 𐂔                         | U+10094 | 128 G-        | KANAKO                | șofrănel                   |
| După lichidul măsurat     |         |               |                       |                            |
| 𐂕                         | U+10095 | 130           | OLE ŏlĕum             | ulei                       |
| 𐂖                         | U+10096 | 131           | VIN vinum             | vin                        |
| 𐂘                         | U+10098 | 133           |                       | unguent                    |
| 𐂙                         | U+10099 | 135           |                       | miere                      |
| După greutate             |         |               |                       |                            |
| După greutate sau unități |         |               |                       |                            |
| Numărul unităților        |         |               |                       |                            |
| Vase                      |         |               |                       |                            |
| 𐃟                         | U+100DF | 200           | sartāgo               | CRATIȚĂ                    |
| 𐃠                         | U+100E0 | 201           | TRI tripūs            | CEAUN                      |
| 𐃡                         | U+100E1 | 202           | pōculum               | PĂHĂREL?                   |
| 𐃢                         | U+100E2 | 203           | urceus                | ULCICĂ DE VIN?             |
| 𐃣                         | U+100E3 | 204 Ta        | hirnea                | ULCICĂ DE BERE             |
| 𐃤                         | U+100E4 | 205 K Tn      | hirnula               | ULCIOR                     |
| 𐃥                         | U+100E5 | 206           | HYD hydria            | HYDRIA                     |
| 𐃦                         | U+100E6 | 207           |                       | TRIPOD AMPHORA             |
| 𐃧                         | U+100E7 | 208           | PAT patera            | BLID                       |
| 𐃨                         | U+100E8 | 209           | AMPH amphora          | AMPHORA                    |
| 𐃩                         | U+100E9 | 210           |                       | BORCAN                     |
| 𐃪                         | U+100EA | 211           |                       | BLID CU APĂ?               |
| 𐃫                         | U+100EB | 212           | SIT situla            | BORCAN PENTRU APĂ?         |
| 𐃬                         | U+100EC | 213           | LANX lanx             | CASTRON                    |
| Furniture                 |         |               |                       |                            |
| 𐃄                         | U+100C4 | 220 Ta        | scamnum               | SCAUN                      |
| 𐃅                         | U+100C5 | 225           | ALV alveus            |                            |
| Weapons                   |         |               |                       |                            |
| 𐃆                         | U+100C6 | 230 R         | HAS hasta             | SULIȚĂ                     |
| 𐃇                         | U+100C7 | 231 R         | SAG sagitta           | SĂGEATĂ                    |
| 𐃈                         | U+100C8 | 232 Ta        | *232                  | ?                          |
| 𐃉                         | U+100C9 | 233 Ra        |                       | PUMNAL                     |
| 𐃊                         | U+100CA | 234           | GLA gladius           | SABIE                      |
| Chariots                  |         |               |                       |                            |
| 𐃌                         | U+100CC | 240 Sc        | BIG biga              | CAR DE LUPTĂ               |
| 𐃍                         | U+100CD | 241 Sd Se     | CUR currus            | CĂRUȚĂ FĂRĂ ROȚI           |
| 𐃎                         | U+100CE | 242 Sf Sg     | CAPS capsus           | DRUGII CĂRUȚEI             |
| 𐃏                         | U+100CF | 243 Sa So     | ROTA rota             | ROATĂ                      |

## Descoperirea și descifrarea

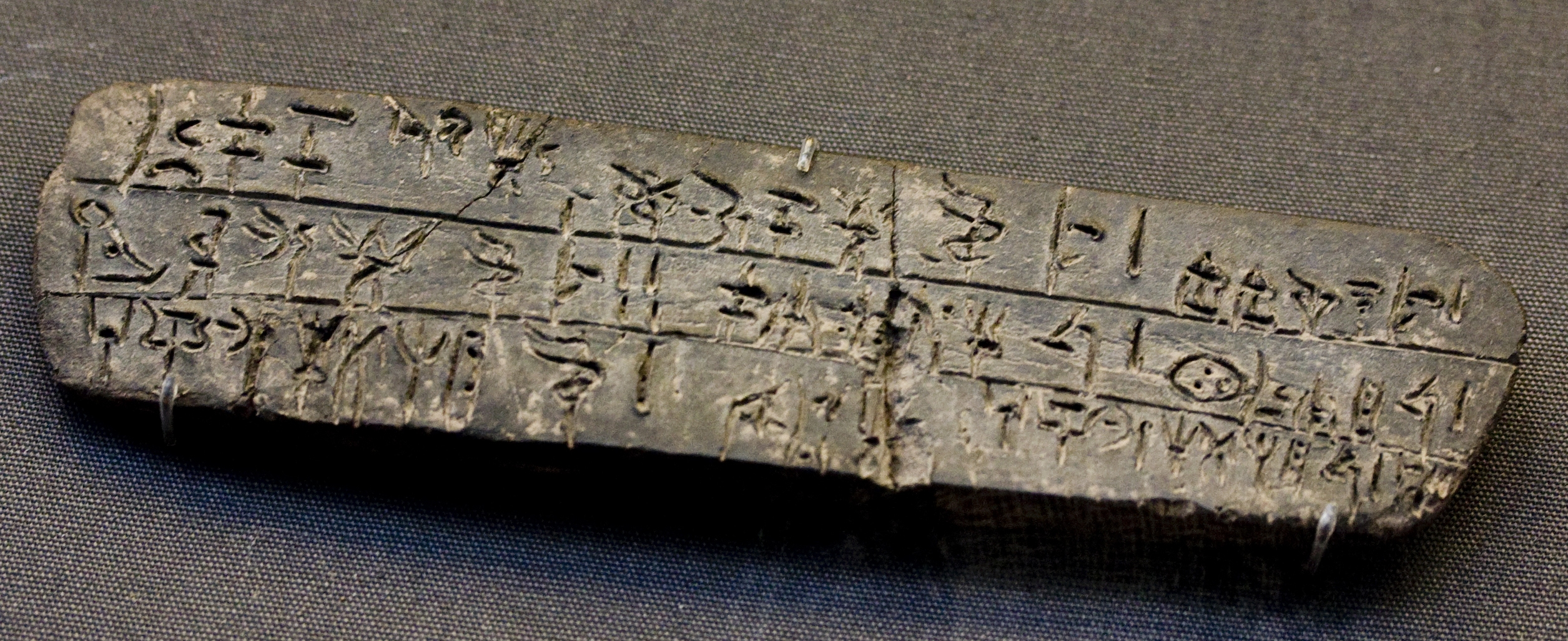
Tablița KN Fp 13, descoperită de Arthur Evans.

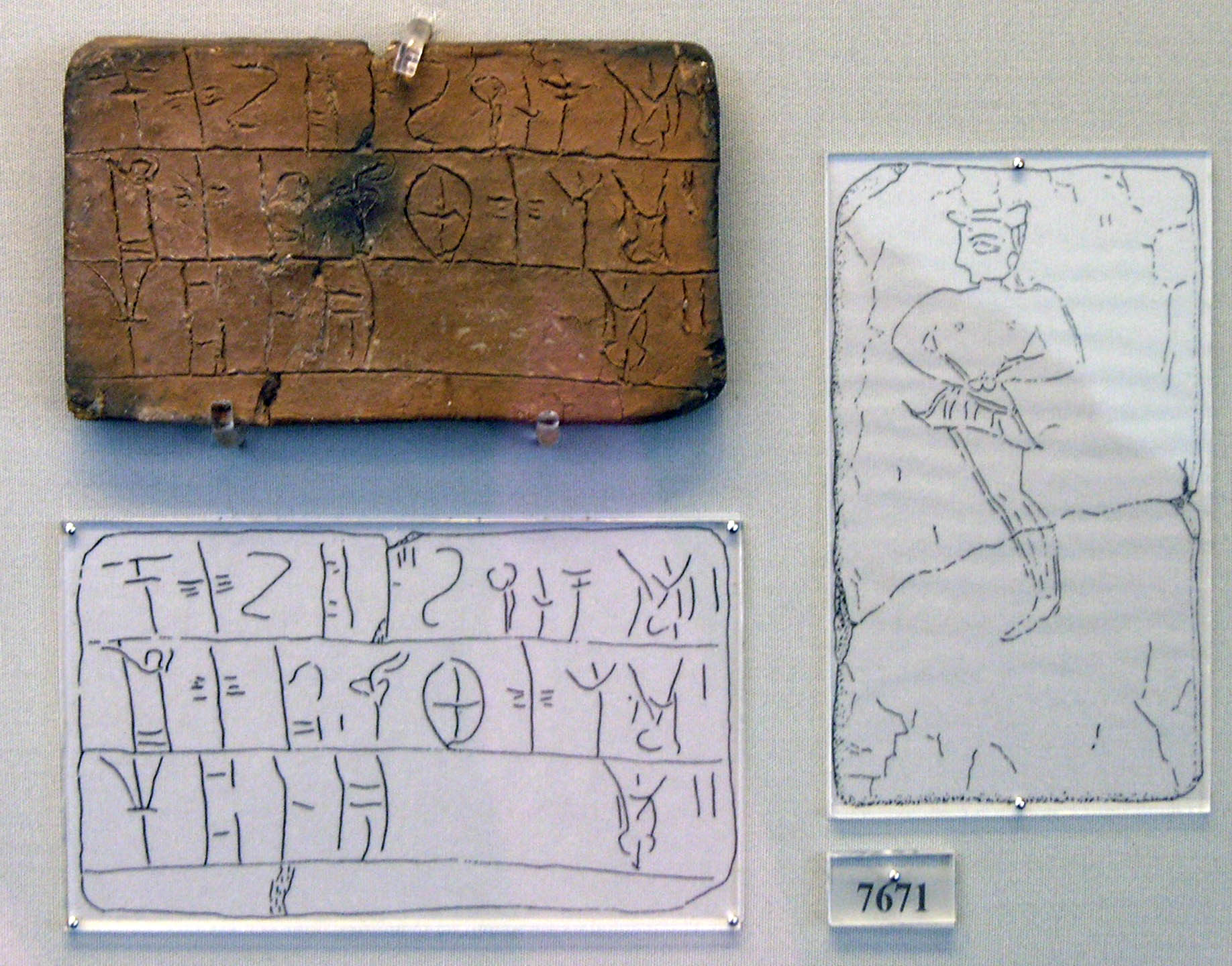
Tablițele MY Oe 106 (avers) expuse la Muzeul Național de Arheologie din Grecia.
Partea inferioară: urmărirea inscripției (avers).
Dreapta: Urmărirea părții inverse care prezintă o figură masculină.

Arheologul britanic Arthur Evans, deținător al Muzeului Ashmolean, a fost prezentat de Greville Chester în 1886 cu o piatră de sigiliu din Creta gravată cu o scriere pe care a luat-o drept miceniană.  Heinrich Schliemann a întâlnit semne asemănătoare cu acestea, dar niciodată nu a identificat semnele în mod clar ca fiind scriere, referindu-se în lucrarea sa majoră despre Micene, că "din combinații de semne asemănătoare cu inscripții am găsit până acum doar trei sau patru. . . . "  În 1893, Evans a cumpărat mai multe sigilii din Atena, verificând de la dealerii anticari că pietrele proveneau din Creta. În anul următor a observat scrierea pe alte artefacte din Muzeul Ashmolean. În 1894 s-a îmbarcat în Creta în căutarea scenariului.               Imediat după sosire, la Cnossos, a văzut semnul securii duble pe un zid excavat, considerându-l drept sursa scrierii. Ulterior, a descoperit mai multe pietre purtate de femeile cretane, cum ar fi amuletele numite γαλόπετρες  "pietre de lapte" provenite din diferitele ruine. 
Începând din 1894, Evans și-a publicat teoriile conform cărora semnele evidențiau diferite faze în dezvoltarea unui sistem de scriere în Jurnalul Studiilor Elenice, primul articol fiind "Pictografii primitive și un scriere praefeniciană din Creta".
În aceste articole, Evans distinge între "scrierea pictografică" și "un sistem liniar de scriere". El nu a definit în mod explicit acești termeni, provocând o anumită confuzie prntre scriitorii ulteriori cu privire la ceea ce a vrut să spună, dar în 1898 a scris: "Aceste forme lineare constau, într-adevăr, din figuri geometrice simple care, spre deosebire de clasa picturală mai complicată, nu erau susceptibile la schimbări "și" Faptul că semnele liniare sau cvasialfabetice ... au fost în cele din urmă derivate, din imaginile de linii scrijelite, care aparțin copilăriei artei, cu greu poate fi pus la îndoială ". 
Între timp, Evans a început să negocieze achiziția de teren a sitului din Knossos. El a înființat Fondul Creștin de Explorare, cu numai banii proprii, iar în 1896 fondul a cumpărat un sfert din dealul Kephala, pe care se aflau ruinele, cu prima opțiune de a cumpăra restul. Cu toate acestea, el nu a putut obține un firman de la guvernul otoman. S-a întors în Marea Britanie. În ianuarie 1897, populația creștină din Creta a organizat insurgența finală împotriva Imperiului Otoman. Ultimele trupe otomane au fost transferate pe insula de către flota britanică la 5 decembrie 1898.  În acel an, de asemenea, Evans și prietenii săi s-au întors la achiziția completă a site-ului. În acest moment, Fondul a avut și alți contribuitori.  În 1899, a intrat în vigoare Constituția Republicii Cretane. Odată ce Arthur a primit permisiunea de a excava de la autoritățile locale, săpăturile de pe deal au început la 23 martie 1900. 
Potrivit raportului Evans' la British School din Atena pentru acel an,  la 5 aprilie, excavatoarele au descoperit primul mare depozit de tăblițe cu Linearul B printre resturile unei lăzi de lemn într - o cadă de baie dezafectată din teracotă. Ulterior, au apărut depozite în mai multe locuri, printre care și tăblițele din Camera Carului de Luptă, unde au fost găsite peste 350 de bucăți în patru lăzi. Tablițele erau de 4,5 centimetre (1,8 in) până la 19,5 centimetre (7,7 in) lungime și de 1,2 centimetre (0,47 in) până la 7,2 centimetre (2,8 in) lățime și aveau trasate linii orizontale pe care textul a fost scris în aproximativ 70 de caractere. Chiar și în acest prim raport despre săpături, Evans putea să spună că "... apare și un anumit număr de caractere cvasipicturale care par să aibă un sens ideografic sau determinat". 
Excavarea s-a încheiat pentru acel an pe 2 iunie. Evans a raportat:că „doar puține tăblițe s-au păstrat întregi,“  cauzele distrugerii fiind precipitațiile prin acoperișul camerei de depozitare, și aruncarea lor de către muncitori care nu știau ce sunt. Un raport la 6 septembrie la Institutul Antropologic Regal al Marii Britanii și Irlandei  a început să folosească unele dintre conceptele caracteristice ale gândirii lui Evans: «palatul Cnossos» și «Palatul Minos ». Evans a preluat teza Stillman că palatul a fost Labirintul din mitologie în care pândea fiul pe jumătate taur al regelui Minos. În raport, tăblițele sunt denumite acum "scriere liniară", spre deosebire de "scrierea hieroglifică  sau pictografică convenționalizată". Scrierea liniară are caractere care sunt "într-un stil liber, superior, european" și "pare să fi fost în mare parte syllabică". Evans reafirmă ideea ideografică: "un anumit număr sunt indiscutabil ideografice sau determinative". 

### Michael Ventris identifică limba ca fiind greacă
În 1935, Școala Britanică de la Atena a sărbătorit a cincizecea aniversare cu o expoziție la Burlington House, Londra. Printre vorbitori a fost Arthur Evans, atunci de optzeci și patru de ani. Adolescentul Michael Ventris a fost prezent în audiență.  În 1940, Ventris de 18 ani a prezentat un articol despre Introducere în limba minoică publicate în Jurnalul American de Arheologie . 
După serviciul militar în aviație și un an postbelic în Germania ocupată, s-a întors în viața civilă și a absolvit ca arhitect. În ciuda absenței unei calificări universitare, Ventris a continuat cu interesul său amator față de Liniarul B, corespondând cu unii cercetători cunoscuți, care de obicei, dar nu întotdeauna, răspundeau. 
Michael Ventris și John Chadwick au efectuat cea mai mare parte a descifrării Liniarului B între 1951 și 1953. La început, Ventris și-a ales propria metodă de numerotare, dar mai târziu a trecut la sistemul lui Bennett. Descifrarea lui inițială a fost realizată folosind tabelele de clasificare ale lui Kober, cărora le-a aplicat propriile sale teorii. Unele tăblițe cu Liniar B au fost descoperite în Grecia continentală. Observând că anumite combinații de simboluri au apărut numai pe tabletele din Creta, el a conjecturat că acestea ar putea fi nume ale locurilor pe insulă. Acest lucru s-a dovedit a fi corect. Lucrând cu simbolurile pe care le-a putut descifra, Ventris a descifrat curând un text și a stabilit că limbajul subiacent Liniarului B era de fapt grec. Această opinie era în contradicție cu opinia științifică generală a timpului și, într-adevăr, Ventris însuși fusese mai demult de acord cu ipoteza lui Evans că Liniarul B nu era grecesc. 
Descoperirea lui Ventris a avut importanță în demonstrarea unei culturi minoic-miceniene, de limbă greacă, în Creta, prezentând astfel greaca scrisă cu câteva secole mai devreme decât a fost acceptat anterior. 
Chadwick, lector universitar în filologia greacă veche, l-a ajutat pe Ventris să-și descifreze textul și să descopere vocabularul și gramatica grecilor micenieni.
Prima ediție a cărții " Documente în limba greacă miceniană" a fost publicată în 1956, la scurt timp după moartea lui Ventris într-un accident de mașină. 